# Molophilus basispina
Molophilus basispina är en tvåvingeart som beskrevs av Alexander 1923. Molophilus basispina ingår i släktet Molophilus och familjen småharkrankar. Inga underarter finns listade i Catalogue of Life.